# Marquês de Tancos
Marquês de Tancos é um título nobiliárquico português foi criado pelo Rei D. José I por Decreto de 22 de Outubro de 1751 em favor de D. João Manoel de Noronha, 6.º Conde de Atalaia.
Em 1790 a 2.ª Marquesa, D. Constança Manoel, enquanto Camareira-Mor, viria a receber de D. Maria I o título em sua vida de Duquesa de Tancos.

## Marqueses de Tancos
Título criado pelo Rei D. José I Por Decreto de 22 de Outubro de 1751 em favor de D. João Manoel de Noronha, 6.º Conde de Atalaia.

### Titulares
1. D. João Manoel de Noronha (1679–1761), 6.º Conde de Atalaia
2. D. Constança Manuel (1700–1791), 2.ª Marquesa e 1.ª Duquesa de Tancos, 7.ª Condessa da Atalaia. Seu marido e tio materno, D. Duarte António da Câmara, filho do Conde da Ribeira Grande, tendo sido 5.º Conde de Aveiras pelo 1.º casamento com a 5.ª Condessa de Aveiras, foi feito 2.º Marquês de Tancos por este casamento.
3. D. Domingas Manuel de Noronha (1753–1827), 3.ª Marquesa de Tanco e 8.ª Condessa da Atalaia, Condessa de Vimioso pelo seu 1.º casamento. Seu 2.º marido, D. António Luís de Meneses, filho do Marquês de Marialva, foi Conde da Atalaia e Marquês de Tancos por este casamento.
4. D. Duarte Manuel de Meneses e Noronha (1775–1833), 4.º Marquês de Tancos, 9.º Conde da Atalaia. Seu filho e sucessor D. António Manuel de Noronha foi 10.º Conde da Atalaia mas nunca Marquês de Tancos por se ter alinhado ao partido miguelista.
5. D. Duarte Manuel de Noronha (1827–1906), 5.º Marquês de Tancos e 11.º Conde da Atalaia
6. D. Diogo Manuel de Noronha (1859–1929), 6.º Marquês de Tancos e 12.º Conde da Atalaia
7. D. Duarte Bernardo Baltazar Manoel (1893–1963), 7.º Marquês de Tancos e 13.º Conde da Atalaia
8. D. Luís Joaquim d'Orey Manuel (1954), 8.º Marquês de Tancos e 15.º Conde da Atalaia

### Armas
Manoel (plenas). Escudo esquartelado: I e IV - de vermelho, com uma asa aberta de ouro terminada por uma mão de carnação, empunhando uma espada de prata guarnecida de ouro; II e III - de prata, com um leão de púrpura armado e lampassado de azul. Timbre: uma das asas com a espada levantada. Coroa de Marquês.